# Beta globulina
Las beta globulinas son un grupo de globulinas circulantes en el plasma sanguíneo y que se caracterizan por tener cierta movilidad eléctrica en soluciones alcalinas o soluciones cargadas, donde son más migratorias que las gamaglobulinas pero menos que las alfa globulinas. Estas proteínas han sido medidos en mamíferos y otros animales como las ranas.

## Tipos
Las principales proteínas sanguíneas son la albúmina y las globulinas, las cuales son más pequeñas y menos numerosas que la albúmina. Las globulinas se dividen en alfa, beta y gammaglobulinas. Algunos ejemplos de beta globulinas son:
- angiostatinas
- beta-2 microglobulina
- plasminógeno
- properdina
- globulina fijadora de hormona sexual
- transferrina ... un transportador de hierro.[3]

## Electroforesis
El fraccionamiento electroforético de las proteínas sanguíneas o urinarias muestra seis fracciones que van en orden de movilidad: prealbúmina, albúmina, las α-globulina, β1–globulina, β2–globulina y las γ-globulina.
La concentración promedio de las beta globulinas en sangre es menor que 0,5 g/dl, mientras que la concentración de albúmina es aproximadamente 4,2 g/dl y la de las alfa globulinas de 1,5 g/dl.